# 韓俊鎬
韓俊鎬（：／ Han Jun-ho，1974年2月20日—），大韓民國自由派政治人物，現任第21屆韓國國會議員。

## 政策立場

### 兒童福利
2020年，韓俊鎬提案成立「兒童安全局」。